# Dornier Do 216
Il Dornier Do 216 era un idrovolante a scafo centrale, quadrimotore a lungo raggio progettato dall'azienda tedesca Dornier-Werke GmbH negli anni quaranta che non superò mai la fase iniziale rimanendo come proposta sui tavoli da disegno.

## Storia

### Sviluppo
Dopo la sospensione dello sviluppo del Do 214 decretata nel giugno 1943 dal Reichsluftfahrtministerium (RLM), la Dornier iniziò un nuovo progetto, designato dall'azienda  P.174/I, per un grande idrovolante a scafo centrale da trasporto tattico basato sull'esperienza del precedente modello. Sostanzialmente si trattava di una versione ridotta del precedente e che, secondo le intenzioni dell'azienda, avrebbe potuto essere più interessante agli occhi della commissione esaminatrice dell'RLM. Le differenze più evidenti con il precedente progetto erano la presenza nella fusoliera di un solo livello e l'apparato motore basato su solo quattro unità, gli sperimentali supermotori Junkers Jumo 223, posizionate in prossimità della radice alare a coppie, in configurazione traente-spingente, per lato.
I dieci uomini componenti l'equipaggio, oltre al pilota ed il suo vice, avevano anche il compito di comandare in remoto le postazioni difensive.
L'RLM, che espresse un moderato interesse iniziale assegnando al progetto la designazione ufficiale Do 216, ricevette delle proposte che adottavano una motorizzazione più convenzionale, basata su sei Daimler Benz DB 603C, quattro in configurazione traente-spingente e due sul bordo d'attacco, ma decise in seguito di annullare ogni sviluppo adducendo la giustificazione che, in quel momento, nella Luftwaffe non erano necessari nuovi velivoli operativi in quel ruolo.